# فاطمة حليلو
فاطمة حليلو أو فطيمة حليلو ممثلة جزائرية من مواليد 1955 ب[مدينة رأس الواد برج بوعريريج]، تمتد مسيرتها الفنية إلى سنوات طويلة قضتها بين المسرح و التلفزيون و قدمت خلالها العديد من المسلسلات الكوميدية والاجتماعية وتعاقبت نجاحاتها من ريح تور إلى عيسى سطوري بطولة الفنان الكوميدي عنتر هلال، مرورا ب قوربي بالاس، اللي قاريه ذيب حافظو سلوڨي المعروف باسم ماني ماني الذي أخرجه عزيز شولاح و خالي و التلغراف إلى مفترق الطرق ، الليالي البيضاء ، جمعي فاميلي ، شجرة الصبار ، بساتين البرتقال ، الكرايين ، بوزيد دايز و آخر عمل عروسة زكية